# Rolandas Makrickas
Rolandas Makrickas, né le 31 janvier 1972 à Biržai, est un prélat catholique lituanien. Il est archiprêtre de la basilique Sainte-Marie-Majeure depuis 2025, après en avoir été coadjuteur à partir de 2024. Il a travaillé au service diplomatique du Saint-Siège de 2006 à 2021, date à laquelle il s'est vu confier la responsabilité de réorganiser l'administration de la basilique. Il a reçu le titre personnel d'archevêque en 2023. 
Le pape François le crée cardinal au cours du consistoire qui se tient le 7 décembre 2024.

## Biographie

### Jeunesse et formation
Rolandas Makrickas est né le 31 janvier 1972 à Biržai, en Lituanie. Il est le plus jeune d'une famille de cinq enfants. Comme les autorités soviétiques limitent la pratique religieuse et la catéchèse, sa première éducation religieuse est privée et succincte. La fin de l’Union soviétique lui permet d'avoir une éducation religieuse plus poussée. Dans sa jeunesse, il pilote des planeurs et envisage brièvement une carrière dans l'aviation.
Il entre au séminaire de Kaunas en 1990 et à partir de 1991 vit au collège lituanien Saint-Casimir à Rome tout en étudiant la philosophie et la théologie à l'Université pontificale grégorienne. Il est ordonné prêtre pour le diocèse de Panevėžys le 30 juillet 1996. De 1996 à 2001, il est sous-secrétaire de la Conférence épiscopale lituanienne et dirige le comité national du Jubilé de l'an 2000. Il obtient un doctorat en histoire de l'Église grégorienne en 2004. 

### Service diplomatique
Après avoir étudié à l'Académie pontificale ecclésiastique, il rejoint le service diplomatique du Saint-Siège le 1er juillet 2006 et remplit des missions d'abord en Bolivie, en Géorgie où il est témoin des destructions de la guerre russo-géorgienne et en Suède où la nonciature est responsable de plusieurs pays du nord. Il est en poste aux États-Unis de 2013 à 2017, période durant laquelle se déroule une visite papale. Pendant deux ans, il est chargé d'affaires au Gabon et conseiller au Congo où il participe à la prestation de services sociaux de l'Église et dirige un projet de construction.
Le 10 août 2019, il rejoint la section des Affaires générales de la Secrétairerie d'État à Rome en tant que chef de l'administration, premier non-Italien à occuper ce poste. Dans ce rôle, il participe à la réorganisation des fonctions financières et administratives du Vatican.

### Basilique Sainte-Marie-Majeure
Le 15 décembre 2021, le pape François le nomme commissaire extraordinaire chargé de la gestion des biens du chapitre de la basilique Sainte-Marie-Majeure, invoquant « les complexités particulières de la gestion économique et financière du Chapitre... exacerbées par la propagation de la pandémie »,. Malgré un rôle consacré à la gestion des biens, il agit à plusieurs reprises comme porte-parole des événements et des initiatives de la basilique,,.
Le 23 février 2023, le pape le nomme évêque titulaire de Tolentino (it) avec le titre personnel d'archevêque. Makrickas reçoit sa consécration épiscopale le 15 avril des mains du cardinal Pietro Parolin, avec comme co-consécrateurs le cardinal Stanisław Ryłko, archiprêtre de Santa Maria Maggiore, et l'archevêque Edgar Peña Parra.
Le 20 mars 2024, le pape François libère les chanoines de « de toute charge de nature économique et administrative » et nomme Makrickas archiprêtre coadjuteur de Sainte-Marie-Majeure, chargé de l'organisation jusqu'à la mise en place d'un conseil d'administration. Il succède au cardinal Stanisław Ryłko le 4 juillet 2025.

### Cardinal
Le pape François annonce le 6 octobre 2024 qu'il sera créé cardinal. Il est créé le 7 décembre suivant avec le titre de cardinal-diacre de Sant'Eustachio.
Le 11 janvier 2025, le pape le nomme membre du Dicastère pour les évêques.
Il participe au conclave qui élit le pape Léon XIV